# Van Eys

Familiewapen van Van Eys

Van Eys is een Nederlands, van oorsprong Duits geslacht waarvan leden sinds 1816 tot de Nederlandse adel behoren.

## Geschiedenis
De stamreeks van de Nederlandse adellijke tak begint met Engelbert van Eys, die voor 1614 te Aken trouwde. Zijn kleinzoon Gillis (1656-1734) vestigde zich als lakenkoopman te Amsterdam. Bij KB van 20 februari 1816 werd Pieter Andries van Eys (1752-1826), achterkleinzoon van laatstgenoemde, verheven in de Nederlandse adel.
Een bekende telg is de taalkundige jhr. Willem Jan van Eys (1825-1914).
Leden van een uitgestorven riddergeslacht Van Eys worden al vanaf de middeleeuwen genoemd in het Luiks-Limburgse Maasland, het hertogdom Gulik en de Rijksstad Aken, onder andere als eigenaren van het Kasteel van Beusdael, Kasteel Lemiers en Kasteel Vaalsbroek, en als schepenen en burgemeesters van Aken en Maastricht. Het geslacht stierf uit met Johanna Maria Josepha van Eys, genaamd Beusdael (1741-1807), die gehuwd was met een lid van het adellijk geslacht De Negri. Een verband met het Nederlandse adellijke geslacht is niet waarschijnlijk omdat de gevoerde wapens geen gelijkenis vertonen.

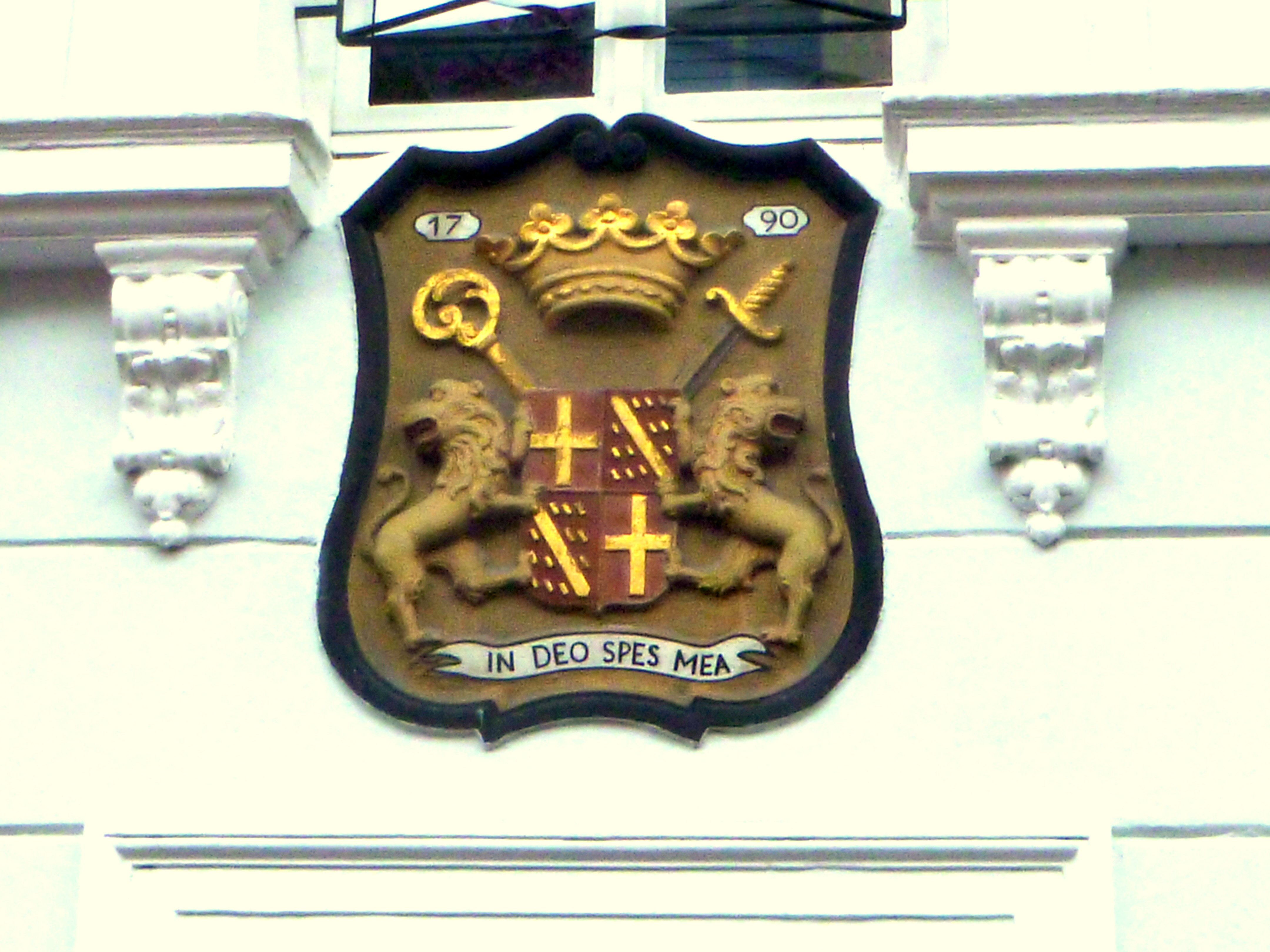
Wapen van het geslacht Van Eys genaamd Beusdael